# Pomorski Zespół Parków Krajobrazowych
Pomorski Zespół Parków Krajobrazowych – powstał w wyniku połączenia siedmiu parków krajobrazowych z dniem 1 lipca 2010 roku na mocy uchwały Sejmiku Województwa Pomorskiego z 31 maja 2010 roku Nr 1185/XLVIII/10. W skład Pomorskiego Zespołu Parków Krajobrazowych (PZPK) wchodzą:
- Nadmorski Park Krajobrazowy,
- Trójmiejski Park Krajobrazowy,
- Park Krajobrazowy „Dolina Słupi”,
- Kaszubski Park Krajobrazowy,
- Park Krajobrazowy „Mierzeja Wiślana”,
- Wdzydzki Park Krajobrazowy,
- Zaborski Park Krajobrazowy.

Siedem parków krajobrazowych całkowicie leżących w granicach województwa pomorskiego zajmuje łącznie 8,4% jego powierzchni – 153 892 ha, dodatkowo powierzchnia wód Zatoki Puckiej, włączonej do Nadmorskiego Parku Krajobrazowego to 11 352 ha.

## Cele działalności PZPK
Parki krajobrazowe obejmują obszary o niezwykle cennych walorach przyrodniczych, historycznych i krajobrazowych, będąc jednocześnie użytkowanymi przez człowieka. Na obszarach parków jest realizowana idea zrównoważonego rozwoju. Do działalności parków krajobrazowych należy szeroko pojętą edukacja ekologiczna, są ważnym ośrodkiem wdrażania różnorodnych programów ekologicznych poza szkolnymi murami.
Prowadzona działalność ma na celu przewartościowanie postaw człowieka wobec przyrody, zmianę świadomości i wrażliwości ekologicznej.